# Anime
Anime (アニメ) er det japanske ord for animation. Man ser det også undertiden benævnt Manga Film eller Japanimation. Det bruges i Japan om alle former for animation, hvorimod det i vesten normalt refererer til japanske tegnefilm. Anime kan både være tegnet i hånden og på computer. Hvor de ældre animeer oftest er håndtegnede bliver det mere og mere normalt, at nye animeer er computeranimerede, dog oftest så de stilmæssigt ligner håndtegnet animation.
Historierne i en anime er for det meste fiktive, og der findes animeer i næsten samtlige film- og tv-seriegenrer, man kan finde. I Japan bliver det meste anime sendt på tv, hvor det i Danmark stadig er ret sjældent, selvom tv-selskaberne har lukket op for visse serier, heriblandt Last Exile og Digimon. For det meste kommer serierne dog via USA, hvor de typisk er blevet redigeret i større eller mindre grad. Ud over dette kan man uden det store besvær skaffe anime på DVD (ofte import fra USA eller Storbritannien). Filmene Chihiro og heksene, Det levende slot, Kiki - den lille heks og Porco Rosso, alle af Hayao Miyazaki, har haft biograf-premiere i Danmark, og der har været flere animeer med på NatFilm Festivalen.
En stor del af den anime, der bliver lavet, er baseret på japanske tegneserier, også kaldet manga. Anime (og manga i flæng) bruges ofte til at betegne en bestemt tegnestilart, som mange mere kendte animeer bruger. Dog er dette en noget søgt definition, da anime/manga har mange forskellige stilarter, der ikke nødvendigvis har noget med hinanden at gøre.
Meget store fans inden for anime-kulturen betegner ofte sig selv værende otakuer.

## Anime i Japan
Anime laves som enten film, serier eller OVA (direkte til dvd). Film laves til visning i biograferne og kan være enten selvstændige historier eller viderebygning på populære serier. Hayao Miyazakis film er eksempler på film med enkeltstående historier, mens serier som The Melancholy of Haruhi Suzumiya og K-On! har fået lavet film i forlængelse af de serier, der allerede havde været vist i tv.
Animeserier vises normalt til tv, hvor sendeplanerne opererer med sæsoner, hvert svarende til et kvartal, hvor der sendes nye afsnit hver uge. For populære serier for børn betyder det mindre, da de typisk laves for et år ad gangen. De mange serier der primært retter sig mod voksne laves derimod kun med en varighed på typisk 12-13 eller 24-26 afsnit svarende til et eller to kvartaler. Disse serier sendes i øvrigt ofte midt om natten. Det kan lyde mærkeligt, men der er mening med tingene. I dag- og aftentimerne har tv-stationerne oftest andre programmer, der tiltrækker betydeligt flere seere, mens nattetimerne er tid, der bare skal fyldes ud. For seriernes producenter gælder til gengæld, at visningen i tv reelt mest fungerer som reklame for de dvd'er, blu-ray og merchandise, der udsendes efterfølgende, og er der hvor pengene virkelig tjenes. Det er derfor heller ikke usædvanligt, at en producent selv sponserer visning i tv.
Antallet af animeserier varierer fra kvartal til kvartal, men det er ikke usædvanligt med omkring 40 nye serier eller nye sæsoner af ældre serier hver gang. I praksis er det dog langt fra alle seere, der umiddelbart har glæde af det. Japansk tv består nemlig udover den nationale NHK hovedsageligt af regionale tv-stationer, der især satser på storbyerne. Hvilket betyder at seere udenfor disse kun har et begrænset udbud at vælge imellem og i nogle områder endda kun serier for børn.
Uanset hvor mange der har kunnet se en given serie i tv gælder dog, at det ikke mindst er ved den efterfølgende udsendelse på dvd og blu-ray pengene skal tjenes hjem. Se med vestlige forhold er dog her et andet usædvanligt forhold, i det skiverne typisk sælges med to-tre afsnit på hver til endog meget høje priser. En dvd til 6.090 yen (463 DKK) eller en blu-ray til 7.140 yen (543 DKK) med to afsnit er således ganske normalt. Det begrænser selv sagt antallet af solgte skiver, men målgruppen er også primært voksne samlere. Er der tilstrækkelig mange af dem, der køber, bliver profitten også tilsvarende stor. Med det store antal serier kan fiaskoer dog i sagens natur ikke undgås, men da producenterne typisk laver flere serier løbende, skulle det gerne opvejes af mere succesfulde serier.
OVA, Original video animation, er anime, der udsendes direkte på dvd, blu-ray og tidligere også vhs. I modsætning til de billige direkte-til-video, som det kendes i vesten, er der her ofte tale om animation af høj kvalitet og ofte også pris. De fordeler sig primært på to grupper. Den ene dækker over afsluttede historier på 1-3 afsnit og benyttes dels til hentai (porno) og dels til mere uskyldigt stof, der ikke umiddelbart skønnes at kunne bære en hel serie. Den anden er ekstra afsnit til serier, der har været sendt i tv, men som ved den efterfølgende udsendelse på dvd eller blu-ray altså får en lille forlængelse. Sådanne ekstraafsnit kan udsendes særskilt eller på samme skive som det eller de sidste afsnit, der udsendtes i tv. For begge grupper sker det i øvrigt lejlighedsvist, at de udsendes sammen med bind af den manga- eller romanserie, de er baseret på, i stedet for særskilt.
Fælles for både film, serier og OVA gælder, at udgivelserne ofte vil have noget ekstramateriale. Noget nær standard er således rene intro- og slutsekvenser uden krediteringer af skaberne. Ekstra lydspor med kommentarer fra skabere eller dubbere ses også løbende. Endnu en mulighed er live-optagelse med dubberne i form af interviews, shows eller aktiviteter baseret på filmen/serien. Af og til laves der også spin-off-serier med små humoristiske afsnit med figurer fra den egentlige serie men uden nærmere tilknytning til denne i øvrigt.

## Anime i Danmark
I Danmark har interessen for anime været støt stigende fra begyndelsen af 2000'erne, men er dog stadig yderst begrænset set i forhold til den generelle befolkning. Det har især været anime og manga rettet mod børn, der har haft succes i Danmark, og mange forbinder derfor anime med tegnefilm rettet mod børn. Især serier så som Pokémon, Beyblade, Duel Masters, Dragon Ball Z, Yu-Gi-Oh!, Digimon og Naruto, der alle har været vist på dansk tv, har været med til at styrke ikke kun kendskabet til japansk animation, men også billedet af den unge målgruppe. Dog kan man i miljøet mærke at også de lidt ældre aldersgrupper er ved at få interesse for japansk animation. Dette har især kunnet ses via messer i danmark, hvor animevisninger indgår. Der er nu en messe om året som hedder J-Popcon og som foregår i København.
Udover Anime TV-serier er også spille(tegne)film blevet mere populære. Mangaka (tegneserietegner) Hayao Miyazaki er, i dag, måske det største ikon inden for animefilm. Han har lavet "Chihiro og Heksene" (Spirited Away) som, også i Danmark, har klaret sig rigtig godt og er måske det mest succesfulde eksempel på en fuld-længde tegnefilm, uden for Disney-regi, der bliver anerkendt af en bred vifte af anmeldere og filmseere - samtidig med at klare sig godt kommercielt. Udover "Chihiro og Heksene", har han også lavet film som "Prinsesse Mononoke" (Princess Mononoke), "Min nabo Totoro" (My Neighbor Totoro), "Det levende Slot" (Howl's Moving Castle), "Kiki - den lille heks" (Kiki's Delivery Service), samt mange mange flere. Langt de fleste har haft en overvejende positiv modtagelse og han anses også som værende, næsten, lige så succesfuld som Disney Studio - I tegnefilmsverdenen.
Mange, især de lidt ældre fans, ser ofte anime andre steder end på TV. Dette kan være importerede DVD'er, som streaming eller fanoversættelser af optagelser fra japansk TV, såkaldte fansubs. Fansubs er brud på international ophavsretslovgivning, men der er uenighed i fankredse om hvorvidt det er moralsk forkasteligt eller ej, og hvor grænsen går.
Tidligere (i 80'erne) var kendskabet til manga og anime meget småt i Danmark. Den generelle konsensus i landet var, at tegnefilm per definition var for børn, og at al anime derfor også måtte være for børn. Dette affødte at forældre nogle gange lejede VHS-bånd med anime, der på omslaget så børnevenlige (tegnefilms-agtige) ud, men stik imod al forventning indeholdt scener med meget eksplicit vold og blod (serien Ginga Nagareboshi Gin, i Danmark kendt under navnet Ulvehunden Silver, er et eksempel herpå).
Til J-Popcon 2005 blev der opfordret til, at anime-fans rundt omkring i landet selv skulle tage initiativ til lignende arrangementer for at styrke fokus på fankulturen i Danmark. Den kommercielle internet-kanel Animeonly.tv gjorde det i april 2006 muligt for mange folk at mødes på deres forum, hvorefter adskillige foreninger opstod. Mens Animeonly.tv og tilhørende forum lukkede i begyndelsen af 2007, fortsatte dette foreningsliv og har sidenhen blomstret i flere større byer landet over.
I dag findes der danske animeforeninger i København, Århus, Odense, Aalborg, Herning og muligvis andre byer. Der er også fangrupper som ikke har udviklet sig til foreninger.

## Genrer og målgrupper
Anime har en del genrer, heriblandt de fleste almindelige genrer fra film og tv-serier: action, drama, eventyr, komedie, erotisk ("ecchi"), fantasy, pornografisk (hentai), gyser, shounen (til drenge), seinen (til ældre, meget vold), shoujo (til piger) romantik, mecha (robotter styret af menesker) og science fiction.
Meget anime indeholder elementer fra mere end en genre. Dette kan gøre det svært at kategorisere en specifik anime. Selvom et plot tilsyneladende er meget simpelt, kan dette have en underliggende, dybere og mere kompleks handling og karakterudvikling. Det er da heller ikke unormalt, at en stærkt actionpræget anime også indeholder komedie, romance og endda skarpe sociale kommentarer.
Ligesom de fleste andre kommercielle produkter, er anime også oftest produceret med henblik på en speciel målgruppe, normalt aldermæssigt. Mens mange genrer er mere typiske for nogen målgrupper end andre, er der dog nogen genrer der krydser målgrupperne.
Anime- og mangaspecifikke genrer:
- Bishoujo: Japansk for 'smuk pige', som kan bruges til at beskrive enhver anime, der indeholder scener med smukke pigefigurer, fx Oh My Goddess, Love Hina og Sailor Moon.
- Bishounen: Japansk for for 'smuk dreng', som kan beskrive enhver anime der indeholder smukke og elegante drenge og mænd, fx Fushigi Yūgi.
- Ecchi: Japansk for 'uanstændig seksualitet', disse indeholder mild seksuel humor, fx Love Hina og Fairy Tail.
- Harem: Anime og manga hvor en dreng er omgivet af en række piger, der er tiltrukket af ham, eller omvendt, f.eks. Love Hina og Ouran High School Host Club.
- Hentai: Japansk 'abnorm' eller 'pervers' og i vesten bruges det som en reference til pornografisk anime. I Japan referer man normalt til det samme med termerne 'Poruno' eller 'Ero'. Fx La Blue Girl og Urotsukidoji.
- Mecha: Anime og manga, som indeholder store robotter, fx Mobile Suit Gundam, Macross og Neon Genesis Evangelion.
- Moé: Anime og mange som indeholde personer, som er ekstremt livlige og nuttede, fx Little Snow Fairy Sugar og Sailor Moon. Moé anime vil visuelt oftest ligne noget rettet mod unge piger, men er alligevel ofte at finde rettet mod ældre drenge, dvs. seinen målgruppen. Der er stor uenighed om hvad moé præcis udgør, og om hvorvidt fx moé kan være pornografisk. En anime med "moé" er den humoristiske K-On! (der på ingen måde er pornografisk).
- Sentai/Super Sentai: I bogstavligste forstand "et kamphold" på Japansk, som er enhver anime eller manga, som indeholder et hold af superhelte, fx Cyborg 009.
- Magical girl (mahou shoujo): Betyder 'magisk pige', og omhandler typisk en eller flere skolepiger der har en "hemmelig identitet" som superheltinde. Fx Sailor Moon, Tokyo Mew Mew og Magical Girl Lyrical Nanoha. Oprindelig var genren rettet mod unge piger, men det har vist sig at der også er et betydeligt marked i serier rettet specifikt mod ældre drenge, hvorfor man nu også ser Magical girl-serier rettet specifikt mod seinen målgruppen.
  - Mahou shounen: Som mahou shoujo, men hvor det er drenge med superkræfter i stedet. Genren er ret sjælden, men et eksempel er D.N.Angel.
- Shoujo-ai/yuri: Japansk for 'kærlighed mellem piger', som er anime og manga med temaet kærlighed mellem piger, fx Revolutionary Girl Utena og Maria-sama ga Miteru.
- Shounen-ai/yaoi: Japansk for 'kærlighed mellem drenge', som sætter fokus på kærligheden drenge imellem. Denne term er ved at blive faset ud af det Japanske sprog, grundet henvisninger til pædofili, og bliver erstattet med termen 'Boys Love' (BL). Fx Gravitation.

### Målgrupper
Anime kan typisk kategoriseres i følgende fem målgrupper. Det sker dog at animeer kan placeres i flere af dem, for eksempel kan shoujo og seinen i nogen tilfælde overlappe, oftest i form af mahou shoujo genren, kombineret med at mange moé træk også er at finde i shoujo anime.
- Josei: Japansk for 'ung kvinde', denne type anime og manga er målrettet til unge kvinder og er en af de mest sjældne former for anime og manga. Vil typisk omhandle et dagligdagsliv med personer i målgruppen. Fx Nana.
- Kodomo: Japansk for 'barn', disse animeer og mangaer er målrettet mod børn, fx Hamtaro.
- Seinen: Anime og manga henvendt mod teenagedrenge og unge mænd, fx Elfen Lied, Ghost in the Shell, Onegai Teacher og The Melancholy of Haruhi Suzumiya. Dette er formentlig den målgruppe der spænder over flest genrer, da de fleste otaku også ligger i denne. Moé genren er specifik for seinen målgruppen.
- Shounen: Japansk for 'drenge', Shōnen er som Seinen, men er anime og manga til unge drenge, fx Dragon Ball Z og pokemon.
- Shoujo: Japansk for 'ung dame' eller 'lille pige', som er anime og manga målrettet mod piger, fx Fruits Basket.

## Populære spillefilm
- Hols: Prince of the Sun (1968)
- Space Battleship Yamato (1977)
- Galaxy Express 999 (1979)
- The Castle of Cagliostro (1979)
- Nausicaä of the Valley of Wind (1984)
- Vampire Hunter D (1985)
- Wicked City (1987)
- Min nabo Totoro (1988)
- Akira (1988)
- Kiki - den lille heks (1989)
- Porco Rosso (1992)
- Ninja Scroll (1993)
- Ghost in the Shell (1995)
- Perfect Blue (1997)
- Princess Mononoke (1997)
- Pokémon – Filmen (1999)
- Pokémon 2 - Kun én har styrken (2000)
- Digimon: The Movie (2000)
- Vampire Hunter D: Blood Lust (2000)
- Metropolis (2001)
- Chihiro og heksene (2001)
- Cowboy Bebop (2001)
- Pokemon 3 (2001)
- Pokémon 4Ever (2002)
- Pokémon 5: Latios & Latias  (2003)
- Tokyo Godfathers (2003)
- Steamboy (2004)
- Appleseed (2004)
- Yûgiô Duel Monsters: Hikari no pyramid (Yu-Gi-Oh! The Movie – Pyramid of Light) (2004)
- Ghost in the Shell 2: Innocence (2004)
- Det levende slot (2005)
- Paprika (2006)
- Ponyo på klippen ved havet (2008)
- Naruto (2002)

## Udvalgte tal
Hvor omfattende anime er for en branche kan man blandt andet få et indtryk af i Japan External Trade Organizations rapport om anime i Japan fra 2005:
- I 2005 var der ca. 430 animestudioer i Japan, heraf 264 i Tokyo.
- I 2003 blev der sendt 2.850 animeafsnit i tv. Over 60 % blev sendt om aftenen efter kl. 18.00.
- I 2004 blev der solgt dvd'er og videobånd med anime for 92,59 mia. yen (ca. 5,13 mia. kr.).
- Et typisk afsnit på 25 min. eskl. reklamer kostede ca. 10 mio. yen (ca. 550.000 kr.) at producere. I praksis er der dog betydelige udsving serierne imellem.
- Nogle animeserier sælger bedre end andre. En af de store succeser i nyere tid er Strike Witches, hvor den første dvd, der blev sat til salg i efteråret 2008, rundede 10.000 solgte eksemplarer bare i løbet af de første to uger.[4] Og det endda til trods for at dvd'en kostede 6.090 yen (ca. 340 kr.) og kun indeholdt to afsnit, begge dele normalt for anime-dvd'er til i Japan, hvor mange serier er målrettet voksne samlere.[5]